# Chung Tấn Cang
Chung Tấn Cang (1926 – 2007) nguyên là một tướng lĩnh hải quân của Quân lực Việt Nam Cộng hòa, hải hàm Phó Đô đốc, cấp bậc Trung tướng. Ông xuất thân từ khóa đầu tiên tại trường Sĩ quan Hải quân do Quốc gia Việt Nam mở ra ở duyên hải miền Trung Việt Nam. Ông từng được biết là một thành viên của Nhóm tướng trẻ nắm vai trò quan trọng trong chính trường Việt Nam Cộng hòa giai đoạn từ năm 1964 đến năm 1967. Ông là sĩ quan duy nhất có Hải hàm cao nhất của Hải quân Việt Nam Cộng hòa. Ông cũng là vị chỉ huy cuộc di tản cuối tháng 4 năm 1975, đưa hầu hết Hạm đội của Quân chủng Hải quân sang Philippines.

## Thân thế và sự nghiệp Hàng hải
Ông sinh ngày 22 tháng 7 năm 1926 tại Gia Định trong một gia đình theo đạo Công giáo. Do gia đình có điều kiện kinh tế khá giả, nên ông có được nền tảng học vấn căn bản. Năm 1945, ông tốt nghiệp Trung học Phổ thông chương trình Pháp tại Sài Gòn với văn bằng Tú tài bán phần (Part I).
Cách mạng tháng 8 nổ ra, ông tham gia phong trào Độc lập do Việt Minh lãnh đạo một thời gian. Khi người Pháp tái chiếm Đông Dương, ông từng có ý định ra bưng theo Kháng chiến. Tuy nhiên sau đó ông đổi ý định. Năm 1946, ông trúng tuyển vào học ở trường Hàng hải Thương thuyền (École Marine Marchande). Tại đây, ông kết bạn với một học viên trẻ tên là Nguyễn Văn Thiệu. Năm 1947, ông tốt nghiệp và phục vụ trong ngành Hàng hải với tư cách là một sĩ quan.

## Khởi đầu binh nghiệp

### Quân đội Quốc gia Việt Nam
Cuối năm 1951, thi hành lệnh động viên của Quốc trưởng Bảo Đại, ông và một số sĩ quan Hàng hải được tuyển thẳng sang Quân chủng Hải quân của Quân đội Quốc gia, mang số quân: 46/700.002. Theo học khóa 1 tại trường Sĩ quan Hải quân Nha Trang ngành chỉ huy, khai giảng ngày 1 tháng 1 năm 1952. Do trường sĩ quan Hải quân Nha Trang đang trong thời kỳ sửa chữa sau khi nhận bàn giao từ Hải quân Pháp, nên ban đầu cả chín khoá sinh khóa 1 đều được đưa xuống Hàng không Mẫu hạm Arromanches để thụ huấn, sau đó thụ huấn chuyên nghiệp qua hầu hết các chiến hạm Viễn Đông của Hải quân Pháp. Đến ngày 12 tháng 7 năm 1952, Trung tâm Huấn luyện Hải quân Nha Trang được khánh thành, các khóa sinh được đưa trở về Trung tâm để tiếp tục thụ huấn. Ngày 1 tháng 10 năm 1952 mãn khóa tốt nghiệp Á khoa với cấp bậc Hải quân Chuẩn úy. Ra trường, ông được phân bổ làm Chỉ huy trưởng Toán Hải thuyền Xung kích 264 thuộc Giang đoàn Xung phong. Tháng 2 năm 1953, ông được thăng cấp Hải quân Thiếu úy, Chỉ huy trưởng Liên toán Hải thuyền Xung kích 731 và 741. Đầu tháng 10 cùng năm, ông được thăng cấp Hải quân Trung úy tại nhiệm.
Đầu năm 1954, ông trở thành Hạm trưởng đầu tiên của Giang vận hạm HQ-533 do Hải quân Pháp chuyển giao lại cho Hải quân Quốc gia. Cuối năm ông được thăng cấp Hải quân Đại úy.

## Chống đảo chính rồi tham gia đảo chính

### Quân đội Việt Nam Cộng hòa
Đầu năm 1955, ông được chuyển sang làm Hạm trưởng Giang pháo hạm Lôi công HQ-330. Khi Chính thể Việt Nam Cộng hòa được thành lập, ông chuyển biên chế tiếp phục vụ và được bổ nhiệm chức vụ Chỉ huy trưởng Trung tâm Huấn luyện Hải quân Nha Trang vào đầu tháng 10 cùng năm. Đầu năm 1957, ông được cử đi du học tại trường Hành quân Thủy Bộ Coranado, California, Hoa Kỳ. Tháng 6 cùng năm mãn khóa học về nước, ông được thăng cấp Hải quân Thiếu tá. Ngày 29 tháng 3 năm 1958 bàn giao Trung tâm Huấn luyện lại cho Hải quân Thiếu tá Đặng Cao Thăng (nguyên Giám đốc Quân huấn của Trung tâm). Đầu năm 1959, ông được cử làm Chỉ huy trưởng Giang lực kiêm nhiệm Hạm trưởng Trục lôi hạm Hàm Tử II HQ-114 do Hải quân Hoa Kỳ chuyển giao.
Khi cuộc đảo chính năm 1960 nổ ra, ông chỉ huy Lực lượng Giang thuyền đóng tại bến Bạch Đằng nổ súng tấn công vào quân đảo chính. Cuộc đảo chính thất bại, để tưởng thưởng công lao, ông được Tổng thống Ngô Đình Diệm thăng cấp Hải quân Trung tá và được cử đi du học lớp Chỉ huy Tham mưu cao cấp tại trường Cao đẳng Hải chiến ở New Port, Rhode Island, Hoa Kỳ. Cuối năm 1961, mãn khóa học trở về nước, ông được tái nhiệm chức vụ Chỉ huy trưởng Giang lực.
Tuy nhiên, đến ngày 1 tháng 11 năm 1963, ông là một trong số những sĩ quan Hải quân đầu tiên tham gia vào cuộc đảo chính Tổng thống Ngô Đình Diệm. Trong ngày 1 tháng 11, ông được chỉ định làm Tư lệnh Hải quân thay thế Hải quân Đại tá Hồ Tấn Quyền bị phe đảo chính sát hại. Ngày hôm sau 2 tháng 11, ông được Hội đồng Quân nhân Cách mạng thăng cấp Hải quân Đại tá.
Chỉ 3 tháng sau, ngày 30 tháng 1 năm 1964, ông cùng các sĩ quan trẻ ủng hộ tướng Nguyễn Khánh thực hiện Cuộc Chỉnh lý tước quyền các tướng lĩnh lãnh đạo Hội đồng Quân nhân Cách mạng, tham gia hội đồng đối chất tướng Trần Văn Đôn cùng các tướng Lê Văn Kim, Mai Hữu Xuân và Tôn Thất Đính vì bị tình nghi là "trung lập". Ngày 8 tháng 4 cùng năm, ông được thăng cấp Phó đề đốc Chuẩn tướng.
Năm tháng sau, ngày 13 tháng 9 năm 1964, hai tướng Dương Văn Đức và Lâm Văn Phát làm đảo chính với mục đích muốn loại bỏ tướng Khánh. Ông cùng với các tướng trẻ ra tuyên bố chung không chấp nhận cuộc đảo chính, "cương quyết đòi tướng Dương Văn Đức rút quân về các vị trí cũ tại vùng IV; nếu không, sẽ đối phó." Cuộc đảo chính thất bại. Để tưởng thưởng sự ủng hộ này, ngày 21 tháng 10 cùng năm, ông được thăng cấp Đề đốc Thiếu tướng.

### Một trong những quân cờ của Đại sứ Taylor
Với sự ủng hộ của các tướng trẻ, tướng Khánh tìm mọi cách để từng bước nắm các quyền lực tối cao. Ngày 18 tháng 12 năm 1964, các tướng lãnh thành lập Hội đồng Quân lực. Trưa ngày 20 tháng 12 năm 1964, Hội đồng Quân lực họp báo, tuyên bố giải tán Thượng Hội đồng Quốc gia, đoạt quyền của Chính quyền Dân sự. Tuy nhiên, việc này vấn phải phản ứng mạnh mẽ của Đại sứ Hoa Kỳ tại Việt Nam Cộng hòa bấy giờ là cựu tướng Maxwell Taylor do lo ngại hành động này gây xáo trộn lớn về chính trị cho Việt Nam Cộng hòa. Trong cuộc nói chuyện với các tướng Nguyễn Văn Thiệu, Nguyễn Cao Kỳ, Nguyễn Chánh Thi và Chung Tấn Cang, tại Tòa Đại sứ Hoa Kỳ, theo mô tả trong hồi ký của tướng Nguyễn Cao Kỳ, Đại sứ Taylor đã xem các tướng lãnh Việt Nam Cộng hòa "như là những học sinh lang thang bị bắt gặp đang trộm quả trong một vườn cây ăn trái" và "đối xử với những tướng lãnh cấp cao của Việt Nam như là với những đứa bé đần độn".
Cuộc nói chuyện với tướng Nguyễn Khánh tại văn phòng tướng Khánh của Đại sứ Taylor cũng không nhẹ nhàng gì, vì vậy sau đó tướng Khánh đã triệu tập một buổi họp Hội đồng Tướng lãnh để phản ứng về những lời lẽ thiếu ngoại giao của Đại sứ Taylor. "Tất cả đồng thanh quyết định gửi văn thư cho Quốc trưởng Phan Khắc Sửu và Thủ tướng Trần Văn Hương yêu cầu trục xuất Đại sứ Taylor. Tướng Khánh cũng họp báo tố cáo Đại sứ Taylor can thiệp vào chuyện nội bộ của Việt Nam." Tuy nhiên, chính phủ Hoa Kỳ phản ứng mạnh, đe dọa chấm dứt viện trợ cho Việt Nam Cộng hòa. Nhờ sự can thiệp khéo léo của Thủ tướng Trần Văn Hương, xung đột này mới được giải tỏa nhưng số phận của tướng Khánh đã được định đoạt.
Tháng 2 năm 1965, Chính phủ Thủ tướng Phan Huy Quát được thành lập. Ông được cử làm thành viên Hội đồng Quốc gia Lập pháp. Đến tháng 4 ông bị buộc phải bàn giao chức vụ Tư lệnh Hải quân lại cho Thiếu tướng Lê Nguyên Khang, Tư lệnh Thủy quân Lục chiến kiêm nhiệm, do bị buộc tội bán các đồ viện trợ dành cho các nạn nhân bão lụt cho bọn buôn chợ đen nhằm trục lợi năm 1965. Vụ nầy gọi là "Thủy Cước" do các Trung tá Đặng Cao Thăng, Nghiêm Văn Phú và Khương Hữu Bá kêu gọi đình công Hải quân, các tàu Hải quân thả neo giữa khơi và chỉa súng lên trời. Đại sứ Hoa Kỳ phải can thiệp, ông bị buộc ra khỏi Hải quân nhưng không bị giải ngũ, ngược lại các sĩ quan theo ông bị giải ngũ như Trung tá Trần Bình Sang Chánh Văn phòng của ông. Vì vậy, ông không có mặt trong phiên họp ngày 5 tháng 5 năm 1965 của Hội đồng Quân lực tuyên bố tự giải tán. Tuy nhiên, ông được người bạn cũ là Trung tướng Nguyễn Văn Thiệu, Phó Thủ tướng kiêm Tổng trưởng Quân lực, can thiệp để tránh cho ông khỏi bị đưa ra tòa. Đến tháng 10, ông được bổ nhiệm vào chức vụ Phụ tá Đặc biệt Tổng Tham mưu trưởng, một chức vụ hữu danh vô thực.

### Trở lại vị trí chỉ huy
Mãi sau khi tướng Nguyễn Văn Thiệu trúng cử Tổng thống vào cuối năm 1967, ông được bổ nhiệm làm Chỉ huy trưởng trường Trường Chỉ huy & Tham mưu (hậu thân của trường Đại học Quân sự) thay thế Thiếu tướng Lữ Lan. Tháng 8 năm 1969, ông chuyển sang giữ chức Phụ tá Nghiên huấn Bộ Quốc phòng kiêm Chủ tịch Ủy ban Quốc gia Bài trừ Tham nhũng sau khi bàn giao Trường Chỉ huy Tham mưu lại cho Trung tướng Nguyễn Bảo Trị. Tuy nhiên, trên cương vị này, ông bị nghi ngờ có liên can đến tướng Đặng Văn Quang trong các phi vụ buôn lậu giữa năm 1970.
Sau khi trúng cử Tổng thống nhiệm kỳ 2 trong một cuộc bầu cử độc diễn năm 1971, Tổng thống Nguyễn Văn Thiệu đã bổ nhiệm ông vào chức vụ Tư lệnh Biệt khu Thủ đô kiêm Tổng trấn Sài Gòn-Gia Định thay thế Thiếu tướng Nguyễn Văn Minh. Tháng 7 cùng năm, ông được thăng cấp Phó Đô đốc Trung tướng và trở thành sĩ quan Hải quân đầu tiên và duy nhất mang hải hàm Phó đô đốc của Hải lực Việt Nam Cộng hòa, dù trên thực tế ông không còn ở trong ngành Hải quân từ 6 năm trước.

## Chỉ huy hạm đội di tản năm 1975
Hạ tuần tháng 3 năm 1975, bàn giao Biệt khu Thủ đô lại cho Trung tướng Nguyễn Văn Minh, ông được tái nhiệm chức vụ Tư lệnh Hải quân thay thế Đề đốc Thiếu tướng Lâm Ngươn Tánh được cử làm phụ tá Quốc vụ khanh Bác sĩ Phan Quang Đán. Tuy nhiên, tình thế quân sự tại Nam Việt Nam đã thay đổi khi hầu hết địa bàn của Quân khu I và Quân khu II đã rơi vào tay của lực lượng Cộng sản. Trong những động thái cuối cùng, ông đã cho thành lập Lực lượng Đặc nhiệm 99, khai thông tuyến đường thủy từ Sài Gòn ra biển, đề phòng đối phương cắt đứt Quốc lộ 4, ngang khúc Long An trong trường hợp tiến đánh Sài Gòn; đồng thời lập kế hoạch di tản bằng đường thủy các đơn vị Quân lực Việt Nam Cộng hòa và các công nhân viên chức chính phủ về Quân khu IV trong trường hợp Sài Gòn thất thủ.
Tuy nhiên, mọi thứ đã quá trễ. Sau khi Tổng thống Thiệu từ chức và bay ra nước ngoài, Phó Tổng thống Trần Văn Hương cũng giữ chức vụ Tổng thống trong 7 ngày rồi bàn giao lại cho Đại tướng Dương Văn Minh. Không còn hy vọng về quân sự, tân Tổng thống Dương Văn Minh đã giao quyền cho Tư lệnh Chung Tấn Cang tự quyết các vấn đề về Hải quân. Ngay trong ngày 29 tháng 4 năm 1975, ông ra lệnh giải tán Bộ Tư lệnh Hải quân rồi lên Tuần dương hạm Trần Nhật Duật HQ-3, cùng nhiều chiến hạm khác lập thành một hạm đội di tản nhiều quân nhân và thường dân chuyển về tập kết tại Côn Đảo. Trưa ngày 30 tháng 4, sau khi nghe thông báo đầu hàng của tướng Dương Văn Minh trên đài phát thanh, ông đã ra lệnh toàn bộ Hạm đội di chuyển về căn cứ Subic (Philippines). Tại đây, ông cùng các sĩ quan Hải quân Việt Nam Cộng hòa đã làm lễ hạ cờ và bàn giao các chiến hạm lại cho Hải quân Hoa Kỳ ngày 7 tháng 5 năm 1975. Các chiến hạm này về sau đều được Hải quân Philippines sử dụng.
- Quân chủng Hải quân VNCH vào thời điểm cuối tháng 3 và tháng 4/1975, nhân sự ở Bộ tư lệnh và các đơn vị trực thuộc phối thuộc với các Quân khu được phân bổ trách nhiệm như sau:

| -Tư lệnh Quân chủng- Trung tướng Chung Tấn Cang -Tư lệnh phó - Chuẩn tướng Diệp Quang Thủy -Phụ tá Lưu động biển - Chuẩn tướng Nguyễn Hữu Chí -Phụ tá Lưu động sông - Chuẩn tướng Đinh Mạnh Hùng -Phụ tá Tiếp vận - Đại tá Đoàn Ngọc Bích -An ninh Quân đội - Đại tá Nguyễn Đỗ Hải -Phòng vệ Duyên hải - Đại tá Nguyễn Viết Tân -Y sĩ trưởng - Đại tá Đặng Vũ Khiêm -Hạm đội Hải quân - Đại tá Phạm Mạnh Khuê -Đặc nhiệm 214- Đại tá Nguyễn Văn Thông -Hải khu 1 - Chuẩn tướng Hồ Văn Kỳ Thoại -Hải khu 2 - Chuẩn tướng Hoàng Cơ Minh -Hải khu 3 - Chuẩn tướng Vũ Đình Đào | -Hải khu 4 - Đại tá Nguyễn Văn Thiện -Hải khu 5 - Đại tá Nguyễn Văn May -Giang khu 3 - Đại tá Trịnh Quang Xuân -Giang khu 4 - Chuẩn tướng Đặng Cao Thăng -Lực lượng Thủy bộ - Đại tá Nguyễn Bá Trang -Lực lượng Tuần thám - Chuẩn tướng Nghiêm Văn Phú -Lực lượng Đặc nhiệm - Đại tá Lê Hữu Dõng -Hải quân Biệt khu Thủ đô - Đại tá Bùi Kim Nguyệt -Chỉ huy trưởng Tiếp vận - Đại tá Vương Hữu Thiều -Hải quân Công xưởng - Đại tá Nguyễn Văn Lịch -Huấn luyện - Chuẩn tướng Nguyễn Thanh Châu -Liên đoàn Tuần giang - Đại tá Nguyễn Văn Kinh -Liên đoàn Người nhái - Trung tá Trịnh Hòa Hiệp |

## Cuộc sống lưu vong
Sau khi đến Hoa Kỳ, ông cùng gia đình định cư tại Bakersfield, California. Năm 1981, Mặt trận Thống nhất các Lực lượng yêu nước Giải phóng Việt Nam tuyên bố thành lập, do ông Lê Quốc Túy làm Chủ tịch. Ông Túy có cử người liên lạc với ông để vận động hợp tác. Tuy nhiên, sau đó ông đã từ chối vì cho rằng "ông Túy thường hành động theo ý kiến cá nhân, thiếu tinh thần tập thể." Quả nhiên sau 6 năm đưa người về Việt Nam hoạt động đều thất bại, ngày 4 tháng 3 năm 1988, bức điện cuối cùng nhân danh Chủ tịch Lê Quốc Túy được gửi về cho các toán ở trong nước với thông báo giải tán toàn bộ tổ chức. Trong những năm sau đó ông sống thầm lặng, thỉnh thoảng tham dự những cuộc họp mặt thân hữu.
Ngày 24 tháng 1 năm 2007, ông từ trần tại nơi định cư. Hưởng thọ 81 tuổi.

## Gia đình
Ông sinh trưởng trong một gia đình Công giáo, có hai người cậu làm Linh mục. Ngoài người anh Chung Tấn Thắng (Kỹ sư), ông còn có hai người em trai đều phục vụ trong Quân lực Việt Nam Cộng hòa:
- Chung Tấn Phát (Chuẩn tướng Bộ binh, Chánh văn phòng Tổng thống Dương Văn Minh).
- Chung Tấn Cường (Thiếu tá thuộc Quân chủng Không quân)
- Chung Thị Đạt

## Liên kết
- Cuộc tình bi thảm của một người đảo chính Lưu trữ ngày 10 tháng 8 năm 2014 tại Wayback Machine, Công an Nhân dân.
- 30-4-75: Giờ phút "giải tán" Bộ Tư lệnh Hải quân Sài Gòn: Nhiệm sở Hải Hành về miền Tây với hy vọng trở về.